# Parapleurocrypta duofratres
Parapleurocrypta duofratres — вид рівноногих ракоподібних родини Bopyridae. Описаний у 2024 році. Виявлений на коралових рифах на архіпелазі Фернанду-ді-Норонья на північному сході Бразилії. Ектопаразит. Паразитує на креветках роду Synalpheus (родина Alpheidae).